# Axiocteta eucampina
Axiocteta eucampina là một loài bướm đêm trong họ Erebidae.